# NN (film)
Pour les articles homonymes, voir NN.
Pour plus de détails, voir Fiche technique et Distribution.
NN est un film dramatique péruvien réalisé par Héctor Gálvez et sorti en 2014.
Le film est sélectionné comme entrée péruvienne pour l'Oscar du meilleur film en langue étrangère à la 88e cérémonie des Oscars qui a eu lieu en 2016.

## Distribution
- Paul Vega :
- Antonieta Pari :
- Isabel Gaona :
- Lucho Cáceres :
- Gonzalo Molina :
- Manuel Gold :
- Amiel Cayo :
- Fiorella Díaz :
- Andrea Pacheco :